# Perry Mason: Crimini di guerra
Perry Mason: Crimini di guerra (The Case of the Desperate Deception) è un film per la televisione del 1990, diretto dal regista Christian I. Nyby II.

## Trama
Il capitano David Berman è un militare statunitense assegnato all'ambasciata degli Stati Uniti a Parigi. Qui il capitano indaga su un criminale nazista di nome Krugman, che ai tempi dello sterminio degli ebrei, aveva personalmente ucciso gli zii ancora ragazzini e menomato alle gambe sua madre. Il suo intento è consegnarlo alla giustizia perché il mondo non dimentichi l'olocausto. Riesce a mettersi in contatto con una donna, sopravvissuta al campo di concentramento dove c'era Krugman, ma questa viene investita da un'auto prima di poter identificare l'uomo. Continuando ad indagare, Berman viene "rapito" da Carl Meyerhoff che gli consegna una vecchia foto e gli indica dove trovare l'ex nazista. Il capitano, recatosi sul posto, assiste all'omicidio dell'uomo che si scoprirà chiamarsi Felix Altmann, e viene accusato dell'omicidio. La madre di David, amica di Perry Mason, chiede aiuto a quest'ultimo per difendere il figlio e dimostrare la sua innocenza. Ken Malansky e Perry Mason partono quindi per Parigi e qui indagheranno nel passato sino a portare alla luce torbide verità e dimostrare l'innocenza del capitano Berman.

## Curiosità
- Il film è stato girato a Parigi in Francia ed è il primo film tv della serie ad essere girato in Europa